# Цилхова мацедоника
Цилхова мацедоника (Macedonica zilchi) е коремоного мекотело от разред Белодробни охлюви и най-едрият представител на род Мацедоника.

## Разпространение и местообитания
Видът е локален ендемит. Установен е в Западните Родопи в районите на Буйновското и Триградското ждрело около пещерата Дяволското гърло. Обитава варовикови скали, скални пукнатини и сипеи, както и навлиза във входа на пещерата Дяволското гърло.

## Морфологични особености
Черупката на охлювчето е силно спирално навита и удължена като размерите и са от 19 – 25 cm дължина и 5 – 6,2 mm ширина.